# МР-661К Дрозд
Дрозд - один из самых известных хардбольных пистолет-пулеметов, выпускаемых в России.

Кроме пистолет-пулемета, на рынке продаются модули для него. Многие модифицируют Дрозд как для улучшения, так и для эстетического удовольствия.

## Выпускаемые модели
На данный момент выпускаются модели:
- MP-661K;
- MP-661K-09(КС) (упрощенная);
- MP-661K-08 (бункерная).

## Характеристики
| Модель          | Калибр (мм) | Начальная скорость (м/с) | Дульная энергия (дж) | Длина ствола (мм)        | Очередь (регулируемая) | Темп стрельбы (регулируемый) (выст/мин) | Вместимость магазина (шарики) | Габаритные размеры (мм) | Масса (кг) |
| --------------- | ----------- | ------------------------ | -------------------- | ------------------------ | ---------------------- | --------------------------------------- | ----------------------------- | ----------------------- | ---------- |
| MP-661K         | 4,5         | 140 м\с                  | 7,5                  | 185                      | 1,3,6                  | 300, 450, 600                           | 30                            | 380*245*40              | 1,4        |
| MP-661K-09 (КС) | 4,5         | 100 м\с                  | 3                    | 75 (с фальш стволом 185) | 1,3,6                  | 300,450,600                             | 30                            | 380*245*40              | 1,4        |
| MP-661K-08      | 4,5         | 120 м\с                  | 7,5                  | 190                      | 1,3,6                  | 300,450,600                             | 400                           | 700*235*53              | 2,6        |

## Описание
МР-661К работает на баллонах CO₂ 8 г. и 12 г. и на  АА батарейках, вставляемых в цевьё под стволом. Ствол стальной нарезной; предохранитель флажковый; есть съëмный приклад, но его обычно не используют, так как он неудобный. Отдача отсутствует, что делает приклад  не нужным.
MP-661K-09 (КС). Является упрощённой версией MP-661K с укороченным стволом. В связи с этим снаряд имеет низкую скорость и малую дульную энергию. В остальном ПП ничем не различаются.
МР-661К-08 работает на трёх баллонах СО₂ по 12 г. в или одном на 88 г. и АА батарейках. Ствол нарезной стальной, есть приклад, похожий на небольшой карабин. Бункерный магазин вмещает 400 патронов. 